# Olaus Unonius
Olaus Unonius Gevaliensis, född 1602 i Gävle, död 1666 i Hagby, var en svensk professor och rektor för Uppsala universitet.

## Biografi
Olaus Unonius var son till rådmannen i Gävle stad, Uno Olofsson och Katarina Johansdotter.
Enligt Johan Eenberg promoverades Olaus Unonius av Martin Olofsson år 1629 vid Uppsala universitet och Eenberg anger att han var då primus av 22 magistrar. Han blev så småningom adjunkt i teologi i Uppsala och var en av regeringens år 1639 framlagda förslag på konstituerande professorer i teologi vid stiftandet av Kungliga Akademien i Åbo, men ersattes sedan av Johannes Terserus. 
År 1640 blev Unonius Lars Stigzelius efterträdare som professor i logik och metafysik vid Uppsala universitet. 29 avhandlingar är kända att han var preses för, däribland Daniel Larsson Wallerius i astronomi (Disputatio philosophica de cometis qvam). Eenberg berättar att Unonius promoverade 22 magistrar 1655 (primus var Martin Brunnerus). 
Unonius skrev 1646 De cerebro humano och flera andra avhandlingar under 1640-talet. Han var en trogen aristoteliker och gick till strid mot Copernicus, och han åberopade stycken i Bibeln för att försöka vederlägga Copernicus' astronomiska uppfattningar.
1663–1666 var han inspektor för Hälsinge nation. Åren 1647, 1654 och höstterminen 1660 var han rektor för Uppsala universitet.
Unonius var först gift med Katarina Larsdotter Gammal, och fick i det äktenskapet flera barn.